# 니켈로디언 애니메이션 스튜디오
니켈로디언 애니메이션 스튜디오는 미국 애니메이션 스튜디오이자 바이어컴CBS의 사업부이다. 니켈로디언과 네모바지 스폰지밥, 티미의 못말리는 수호천사, 러그래츠 및 아바타: 아앙의 전설과 같은 자매 채널을 위한 많은 오리지널 TV 프로그램을 제작했다.

## 텔레비전 시리즈
- 러그래츠
- 우당탕탕 로코와 친구들
- 헤이 아놀드!
- 캣독
- 네모바지 스폰지밥
- 티미의 못말리는 수호천사
- 천재소년 지미 뉴트론
- 대니 팬텀
- 아바타: 아앙의 전설
- 엘티그레 (애니메이션)
- 마다가스카의 펭귄
- 비밀요원 터프퍼피
- 윙스 클럽
- 쿵푸 팬더: 전설의 마스터
- 코라의 전설
- 돌연변이 특공대 닌자 거북이
- 몬스터 vs 에이리언 (TV 시리즈)
- 산제이 & 크레이그
- 리듬파워 빵오리
- 동글이 버드 하비
- 링컨의 집에서 살아남기
- 뻔슨은 야수
- 신기한 아파트 웨인
- 카사그란데 가족
- 버그 사냥꾼 글리치테크
- 스폰지밥의 코랄캠프
- 가필드
- 원더랜드 (2019년 영화)

## 앤솔로지 시리즈
- 랜덤! 카툰스

## 닉 주니어쇼
- 블루스 클루스
- 도라도라 영어나라
- 버블버블 인어친구들
- 블레이즈와 몬스터 머신
- 아기상어 올리와 윌리엄

## 극장 영화
- 야러그래츠
- 야러그래츠: 파리 대모험
- 헤이 아놀드 - 극장판
- 쏜베리의 가족 탐험대 - 극장판
- 야!러그래츠: 무인도 대모험
- 보글보글 스폰지밥 (영화)
- 스폰지밥 3D
- 스폰지밥 무비: 핑핑이 구출 대작전
- 개구쟁이 스머프